# Astacilla depressa
Astacilla depressa is een pissebed uit de familie Arcturidae. De wetenschappelijke naam van de soort is voor het eerst geldig gepubliceerd in 1998 door Castelló & Poore.